# Tobias Elmstrøm
Tobias Elmstrøm, né le 12 juin 1982 à Horsens (Danemark), est un homme politique danois, membre des Modérés et du Folketing depuis 2022.

## Biographie
Tobias Elmstrøm commence en 2004 des études de droit à l'université d'Aarhus, dont il est diplômé en 2009. Il fonde son cabinet d'avocats en 2013 .
Il entre en politique en rejoignant en 2022 les Danemark, le nouveau parti de l'ancien Premier ministre Lars Løkke Rasmussen. Il est investi tête de liste du parti pour les élections législatives anticipées du 1er novembre dans la circonscription du Jutland de l'Est. Quelques jours avant le scrutin, DR révèle qu'il a fait l'objet de multiples procédures disciplinaires durant sa carrière d'avocat, et a du payer plusieurs fois des amendes en conséquence. Il est toutefois élu député au Folketing lors du scrutin. Il devient alors le porte-parole du groupe parlementaire des Modérés sur les questions judiciaires. En mars 2024, il devient également porte-parole de son groupe pour la culture, reprenant le poste laissé vacant par le départ du parti de Mike Fonseca.